# 張錫鑾
張 錫鑾（ちょう しゃくらん）は清末民初の軍人・政治家。字は金波、今坡、今頗。

## 事跡
幼い頃は父に従って武を学び、その後国子監生となった。同治2年（1863年）から武昌で軍務に就く。光緒元年（1875年）からは地方官となり、通化県知県、錦州知県などを歴任した。光緒20年（1894年）、奉天前後三営統領兼鴨緑江団練などの職に就く。日清戦争終結後は直隷海防営務処総弁、興化知府（福建省）、北洋営務処兼発審処総弁などを歴任した。
光緒27年（1901年）、奉天省に戻り、東辺道兼中江税務処監督、中軍各営統領、巡警総弁、全営翼長、安東開埠局総弁などをつとめた。光緒33年（1907年）、奉天営務処総弁に任命され、さらに奉天度支副都統に転じた。光緒34年（1908年）、淮軍全軍翼長に就任した。宣統3年（1911年）、会弁奉天防務、東三省辺務大臣に任命された。
中華民国が成立すると、民国元年（1912年）3月に初代直隷都督（ただし署理、すなわち事務取扱い）に任命された。同年11月、奉天都督兼奉天民政長（民国3年（1914年）6月、奉天将軍となる）に異動した。翌民国2年（1913年）6月には、吉林都督も兼任している。民国4年（1915年）8月、湖北将軍に転任したが、同省の実力者である王占元の抵抗に遭い、結局、北京政府中央に留まった。この際に、袁世凱の皇帝即位を支援し、12月に一等伯に封じられている。
民国11年（1922年）、病没。享年80。